# Göksparvuggla
Göksparvuggla (Glaucidium cuculoides) är en sydasiatisk fågel i familjen ugglor inom ordningen ugglefåglar.

## Utseende och läte
Göksparvugglan är en liten uggla, endast 23 centimeter lång, men större än de flesta sparvugglearterna. Den är kraftigt bandad i brungult ovan och under, och streckad på flankerna. Sången är ett bubblande visslande läte.

## Utbredning och systematik
Göksparvuggla delas in i åtta underarter med följande utbredning:
- Glaucidium cuculoides cuculoides – Himalaya (nordöstra Pakistan och Kashmir till västra Sikkim)
- G. c. austerum – östra Sikkim till Bhutan, nordöstra Assam och nordvästra Myanmar
- G. c. rufescens – nordöstra Indien, Bangladesh och norra Myanmar
- G. c. bruegeli – södra Myanmar och södra Thailand
- G. c. delacouri – norra Indokina
- G. c. deignani – sydöstra Thailand och södra Indokina
- G. c. whitelyi – Sichuan, Yunnan och sydöstra Kina söder om Yangtze till nordöstra Vietnam
- G. c. persimile – Hainan (södra Kina)

### Släktestillhörighet
DNA-studier indikerar att sparvuggla står närmare hökugglan (Surnia ulula) än göksparvugglan. Eftersom sparvugglan är typart i släktet Glaucidium innebär det att hökugglan antingen kommer införlivas i Glaucidium eller att göksparvugglan och ytterligare några sparvugglearter lyfts ut till ett eget släkte. Inga större taxonomiska auktoriteter har dock ännu följt dessa nya forskningsresultat.

## Ekologi
Arten trivs i öppen skog, ibland även i trädgårdar och odlade områden nära människan. Den äter lite av varje, huvudsakligen insekter som skalbaggar, cikador och gräshoppor, men också grodor, ödlor, gnagare och småfåglar. Den är mestadels daglevande.
Göksparvugglan lägger ägg från april-maj, in i juni i Nepal. Flygga ungar hittade i början av juli. Den häckar i ofodrade bon i trädhål och har rapporterats döda barbetter och hackspettar för att få tillgång till dem. Arten lägger fyra ägg.

## Status och hot
Arten har ett stort utbredningsområde och en stor population, och tros öka i antal. Utifrån dessa kriterier kategoriserar IUCN arten som livskraftig (LC). Världspopulationen har inte uppskattats, men den beskrivs som vanlig i stora delar av sitt utbredningsområde.

## Bilder

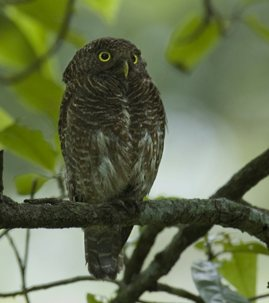
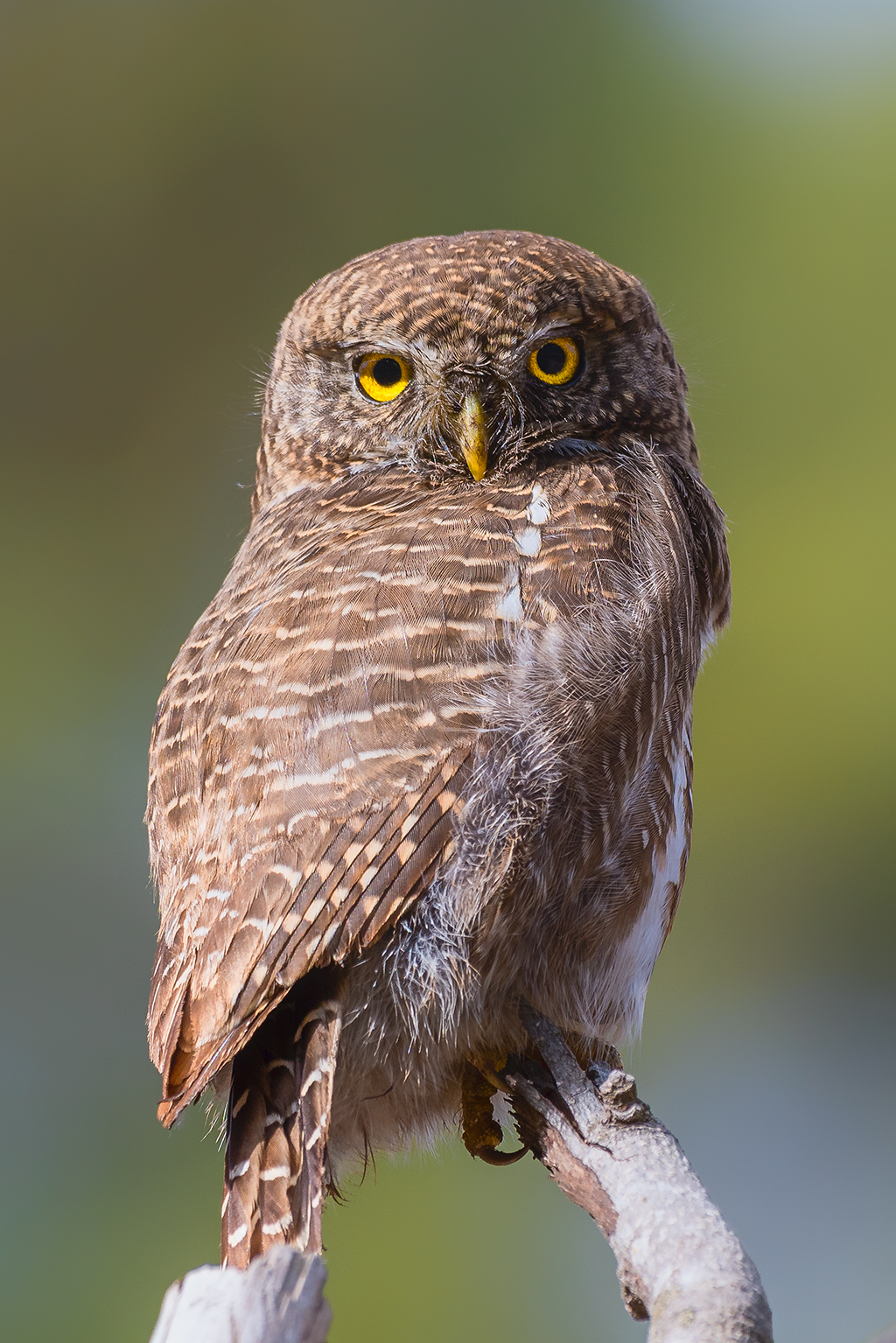
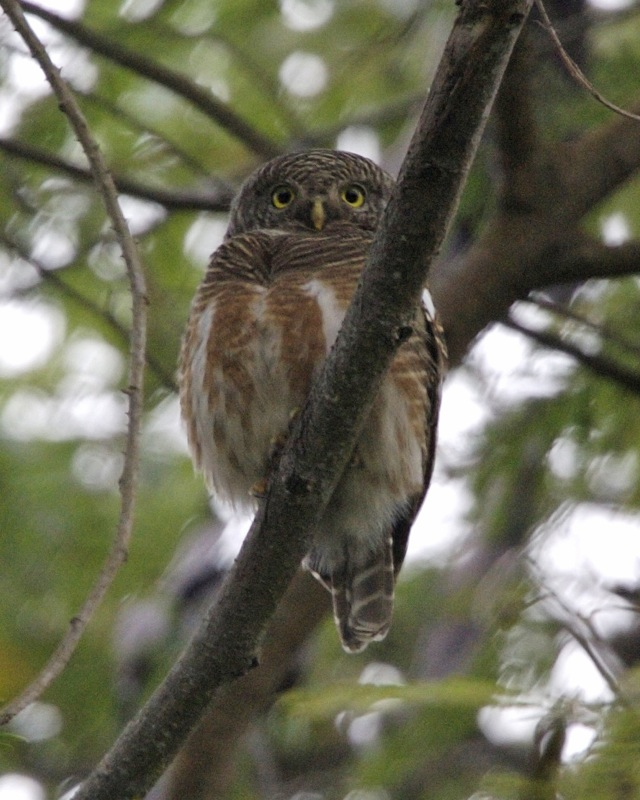